# Rebecca Parkes
Rebecca "Bex" Parkes, född 16 augusti 1994 i Hamilton, Nya Zeeland, är en ungersk vattenpolospelare. Hon kommer ursprungligen från Nya Zeeland och blev ungersk medborgare år 2016.
Parkes gjorde 14 mål när Ungerns damlandslag i vattenpolo tog EM-brons i Budapest 2020.
Parkes ingick i det ungerska landslag som tog brons i vattenpoloturneringen vid olympiska sommarspelen 2020.
Parkes tog VM-silver i samband med världsmästerskapen i simsport 2022 i Budapest.